# 波卡塔利戈 (喬治亞州)
波卡塔利戈（英語：Pocataligo）是位於美國喬治亞州麥迪遜縣的一個非建制地區。該地的面積和人口皆未知。

## 地理
波卡塔利戈的座標為34°11′59″N 83°17′05″W / 34.19972°N 83.28472°W，而該地的平均海拔高度為269米（即883英尺）。